# Halldór Ásgrímsson

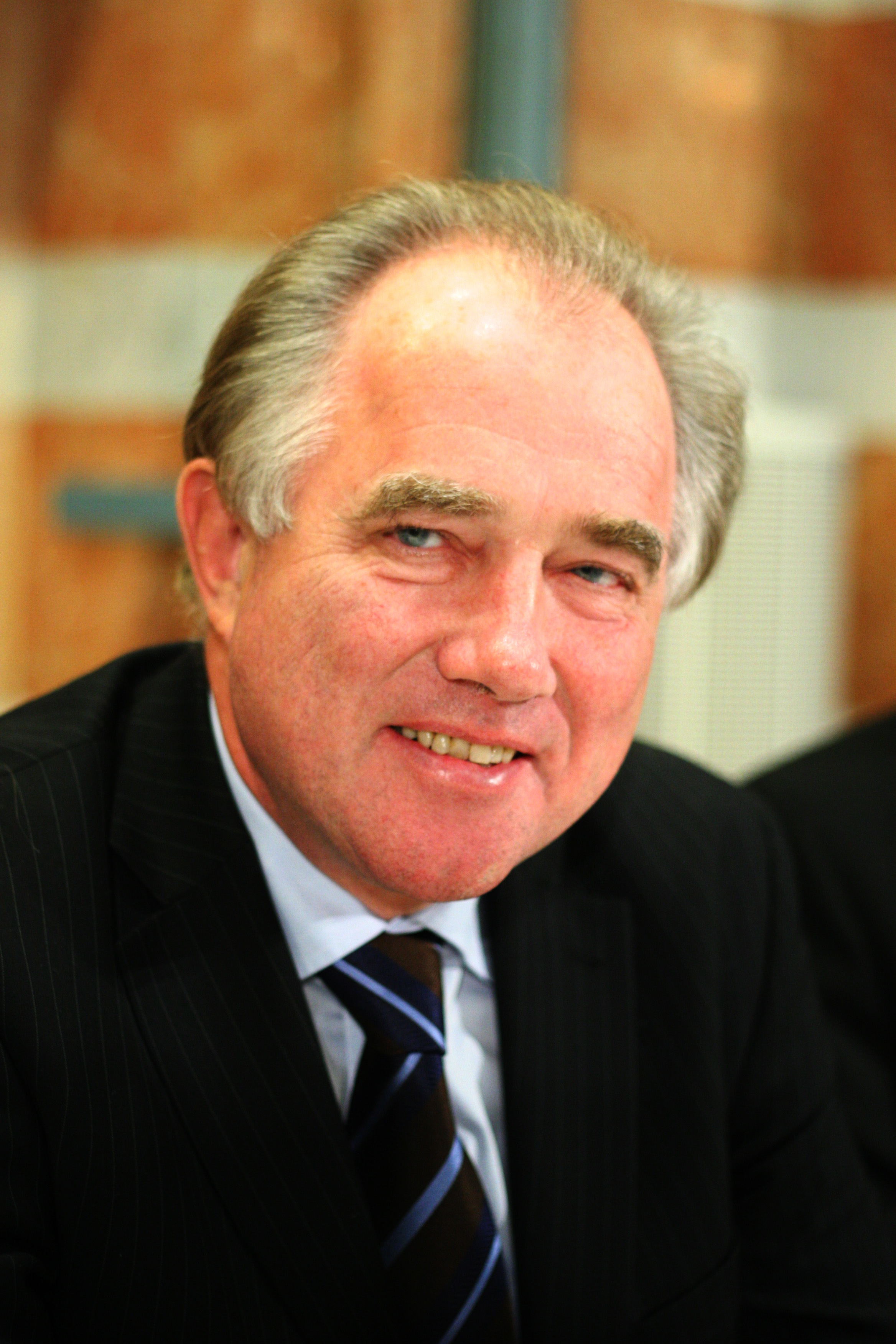
Halldór Ásgrímsson

Halldór Ásgrímsson (Vopnafjörður, 8 september 1947 – Reykjavik, 18 mei 2015) was een IJslands politicus, die van 2004 tot 2006 premier van IJsland was. Van 1994 tot 2006 leidde hij als partijvoorzitter de Progressieve Partij.
Op 15 september 2004 volgde hij de partijleider van de Onafhankelijkheidspartij, Davíð Oddsson, op als premier, die het ambt de daaraan voorafgaande 13 jaar had bekleed. Op 5 juni 2006 maakte Halldór bekend dat hij aftrad als gevolg van de slechte uitslag van zijn partij in lokale verkiezingen. Hij werd opgevolgd door Geir Haarde.
Halldór vertegenwoordigde van 1974 tot 1978 en van 1979 tot 2003 het oostelijk kiesdistrict als lid van het IJslandse parlement, het Alding. Daarna werd hij verkozen tot vertegenwoordiger van het noordelijk kiesdistrict van Reykjavik. In de loop van de jaren had hij een groot aantal ministeriële portefeuilles, zoals minister van Visserij (1983-1991), minister van Justitie en Kerkelijke Zaken (1988-1989), minister voor Noordse Samenwerking (1985-1987, 1995-1999) en minister van Buitenlandse Zaken (1995-2004).
In het voorjaar van 2015 overleed Halldór Ásgrímsson op 67-jarige leeftijd aan een hartaanval.
- Bibliothèque nationale de France: cb135940248 (data)
- Gemeinsame Normdatei: 1215004311
- International Standard Name Identifier: 0000 0000 0349 0560
- Système universitaire de documentation: 050745026
- Virtual International Authority File: 44468764